# Municipio di Cincinnati
Il Municipio di Cincinnati è uno storico edificio pubblico della città di Cincinnati nell'Ohio, sede del governo municipale della città.

## Storia
Il primo municipio della città venne costruito nello stesso sito nel 1852 e venne successivamente demolito nel 1888 per far spazio al nuovo palazzo comunale, eretto nel 1893 secondo il progetto dell'architetto Samuel Hannaford. I lavori di costruzione costarono 1,61 milioni di dollari dei quali 54.000 servirono per compensare il progettista in qualità di architetto e sovrintendente ai lavori.
Il palazzo è stato inserito nel registro nazionale dei luoghi storici l'11 dicembre 1972.

## Descrizione
L'edificio, in stile romanico richardsoniano, presenta notevoli somiglianze con il Vecchio Municipio di Toronto e il Municipio di Minneapolis.
La caratteristica più evidente è il bugnato rustico su tutta la superficie dell'edificio.